# Evolutionsweg

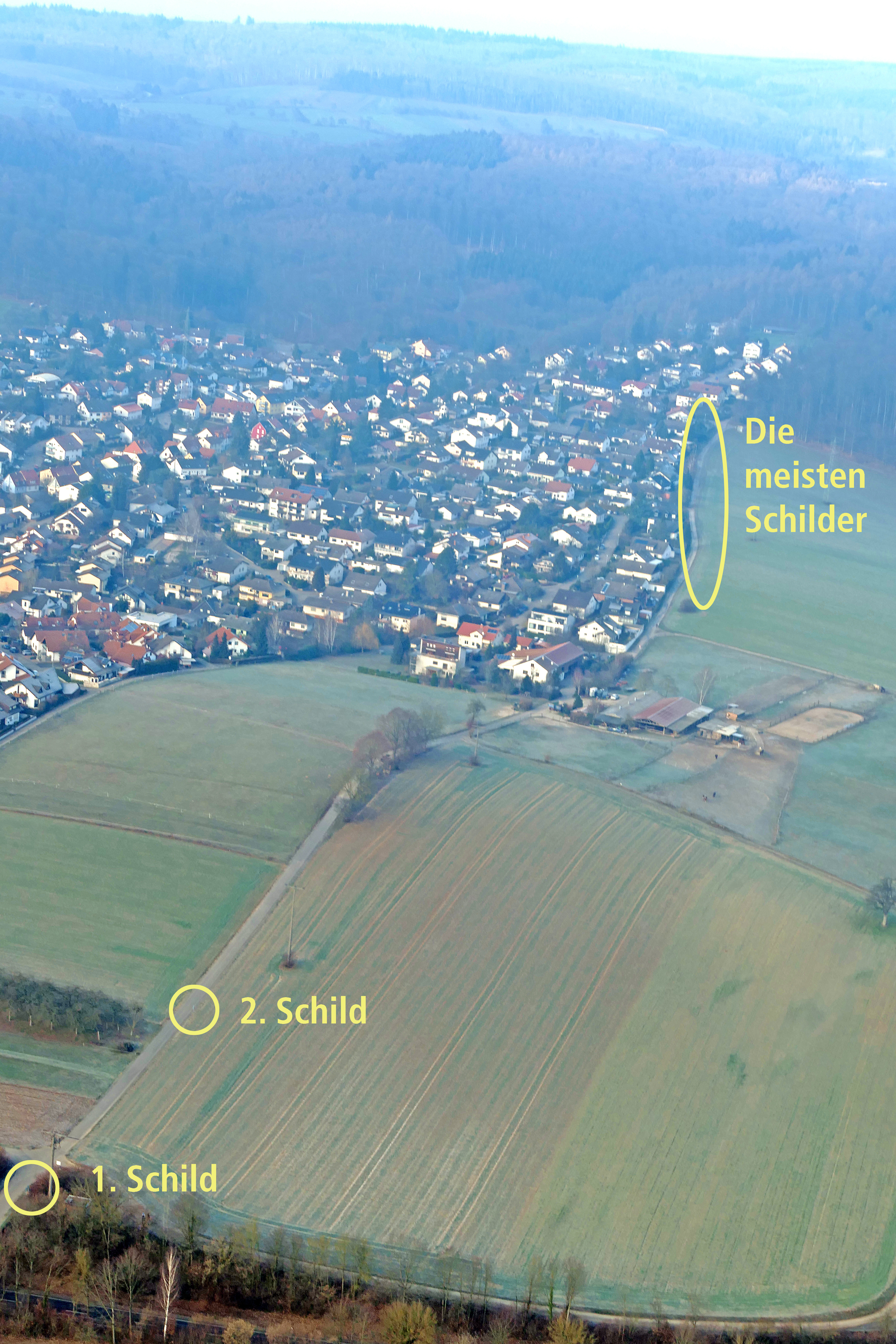
Totale des Evolutionswegs in Gauangelloch

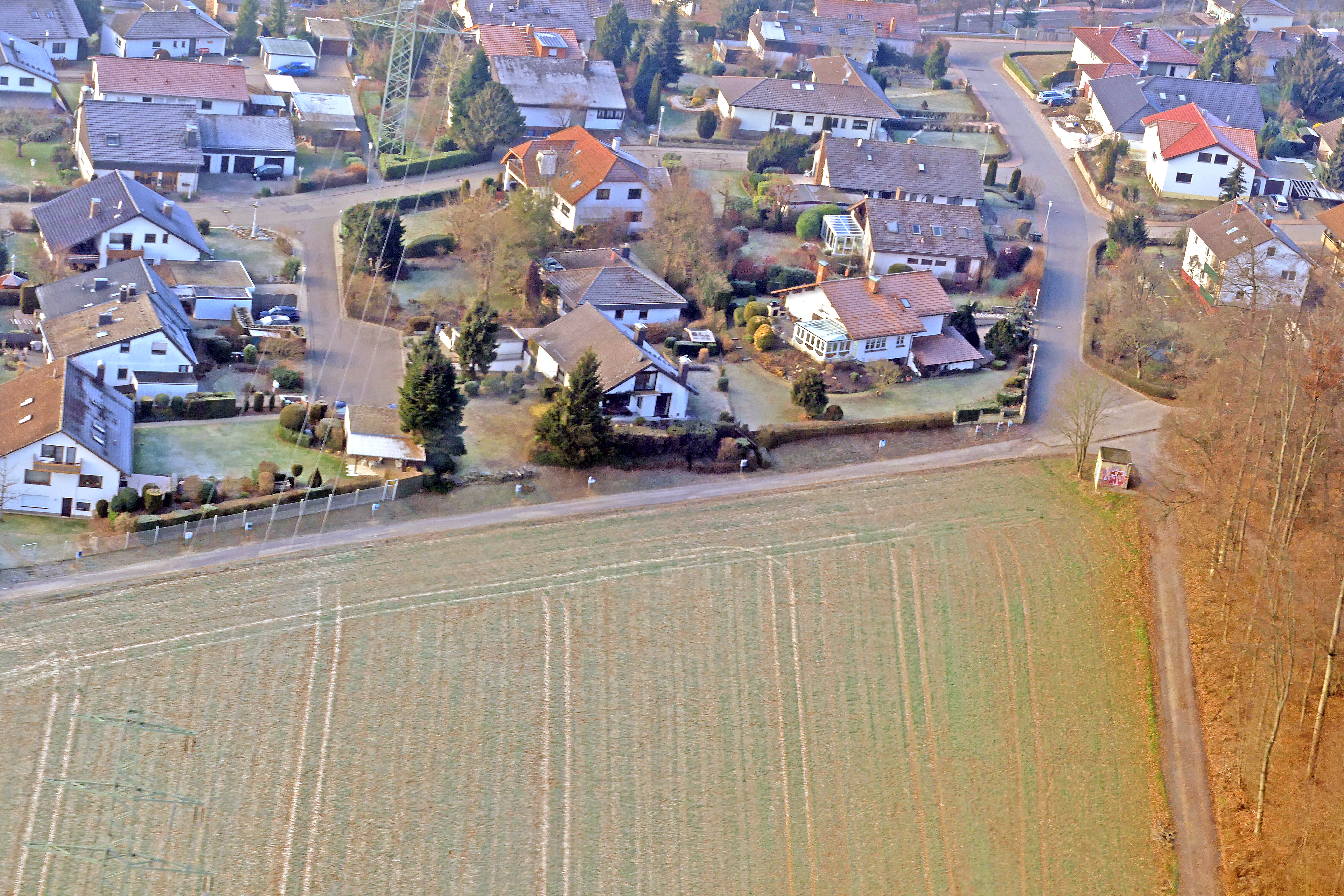
Hauptteil und Ende des Evolutionswegs in Gauangelloch

Ein Evolutionsweg, auch Evolutionspfad, ist ein Lehrpfad, der den zeitlichen Verlauf der Evolution räumlich darstellt. Der Anfangspunkt symbolisiert den kosmischen Urknall vor 13,8 Milliarden Jahren oder für eine bessere Anschaulichkeit die Entstehung der Erde vor etwa 4,5 Milliarden Jahren. Der Endpunkt ist das Auftreten des Homo sapiens oder der aktuelle Zeitpunkt. Es gibt auch Evolutionswege, die nur Teilgebiete der Evolution darstellen, etwa die der Pflanzen. Ein Beispiel dafür ist der „Evolution Walk“ des Wildfire Lab in Exeter.
Auf Evolutionswegen gibt es Markierungen, auf denen Ereignisse der Evolution erläutert werden. Die Markierungen befinden sich in Abständen, die den zeitlichen Abständen der Ereignisse entsprechen. Diese können virtuell, GPS-basiert sein, wie in Vejen, Dänemark, oder materiell wie etwa Tafeln oder auch Plakatständer mit Postern, wie die Evolutionswege in Leimen, Plön und der „Gaia Evolution Walk“ des Museums WindGrove bei Nubeena in Tasmanien. Einige Evolutionswege weisen diese Wegstreckenrelation zum Zeitverlauf nicht auf. Bei zeitsynchron aufgebauten Evolutionswegen wird die Abfolge der Markierungen mit den Erläuterungen im Laufe eines Evolutionsweges immer kürzer, da sich das Auftreten wichtiger Veränderungen in der Evolution zur Gegenwart hin verdichtet.

## In Lauf
Lage: Weg der Evolution in Lauf
Am 14. März 2017 stellt ein P-Seminar in Lauf a.d. Pegnitz den „Weg der Evolution“ mit hands on-Tafeln auf, an denen sich Interessierte interaktiv mit wichtigen Zusammenhängen auseinandersetzen können. Die 13,8 Mrd. Jahre vom Urknall bis heute sind auf 276 m skaliert:  Alle 20 Meter zählt ein Schild die Jahrmilliarden seit dem Urknall und die bis zur Gegenwart.

## In Plön
Lage: Evolutionspfad in Plön
Am 14. September 2018 wurde in Plön in Schleswig-Holstein ein rund 1,3 km langer Evolutionsweg eingeweiht. Anlass war der 70. Geburtstag der Max-Planck-Gesellschaft. Finanziert wurde der Weg von dem ortsansässigen Max-Planck-Institut für Evolutionsbiologie. Der Weg besteht aus 11 Stationen; die Grafiken dafür schuf Derek Caetano-Anolles, Mitarbeiter des Max-Planck-Instituts. Unterstützt wurde die Initiative von der Stadt Plön und dem Bürgermeister Lars Winter sowie von Ingo Eitelbach als Vertreter der Giordano-Bruno-Stiftung, die Ende 2015 mit dem Institut für Biologiedidaktik der Justus-Liebig-Universität Gießen das Projekt „Evokids: Evolution in der Grundschule“ auf den Weg brachte.

## Nach dem Konzept der Säkulare-Humanisten – gbs Rhein-Neckar
Die Säkulare-Humanisten – gbs Rhein-Neckar e. V., eine Regionalgruppe der Giordano-Bruno-Stiftung, entwickelten ein Konzept eines Evolutionswegs. Ein solcher Lehrpfad enthält 20 Tafeln: Eine einführende Tafel und 19 Tafeln mit wichtigen Stationen der Evolution, angefangen bei der Entstehung des Lebens bis hin zum Homo Sapiens. Dieses Konzept wurde bislang in sechs Städten und Gemeinden verwirklicht: In Leimen-Gauangelloch, Kyritz, Templin, Düsseldorf, Braunschweig sowie Ottersheim.
Die Tafeln der 19 Stationen, deren Bildmotive von Bernd Kammermeier gestaltet wurden, sind:
- Die Entstehung der Erde (4600 Millionen Jahre oder 1122 Meter vor heute)

- Erste Spuren des Lebens (4100 Millionen Jahre oder 1000 Meter vor heute)

- Erste Cyanobakterien (3500 Millionen Jahre oder 854 Meter vor heute)

- Photosynthese (2500 Millionen Jahre oder 610 Meter vor heute)

- Zellen mit Zellkern (Eukaryoten) (1300 Millionen Jahre oder 317 Meter vor heute)

- Stütz- und Schutzskelette (560 Millionen Jahre oder 137 Meter vor heute)

- Wirbeltiere (505 Millionen Jahre oder 123 Meter vor heute)

- Landgang der Pflanzen (450 Millionen Jahre oder 110 Meter vor heute)

- Kieferbildung der Wirbeltiere (420 Millionen Jahre oder 102 Meter vor heute)

- Landgang der Wirbeltiere (375 Millionen Jahre oder 92 Meter vor heute)

- Stützskelett der Pflanzen (350 Millionen Jahre oder 85 Meter vor heute)

- Abbau von Pflanzenskeletten (290 Millionen Jahre oder 71 Meter vor heute)

- Saurier (235 Millionen Jahre oder 57 Meter vor heute)

- Entstehung der Säugetiere (200 Millionen Jahre oder 49 Meter vor heute)

- Blütenpflanzen (130 Millionen Jahre oder 25 Meter vor heute)

- Zeitalter der Säugetiere (65 Millionen Jahre oder 16 Meter vor heute)

- Menschenartige (Hominiden) (18 Millionen Jahre oder 4 Meter vor heute)

- Menschen (Hominine) (7 Millionen Jahre oder 1,6 Meter vor heute)

- Moderne Menschen (Homo sapiens) (0,2 Millionen Jahre oder 0,05 Meter vor heute)

### In Leimen-Gauangelloch
Lage: Evolutionsweg in Leimen-Gauangelloch

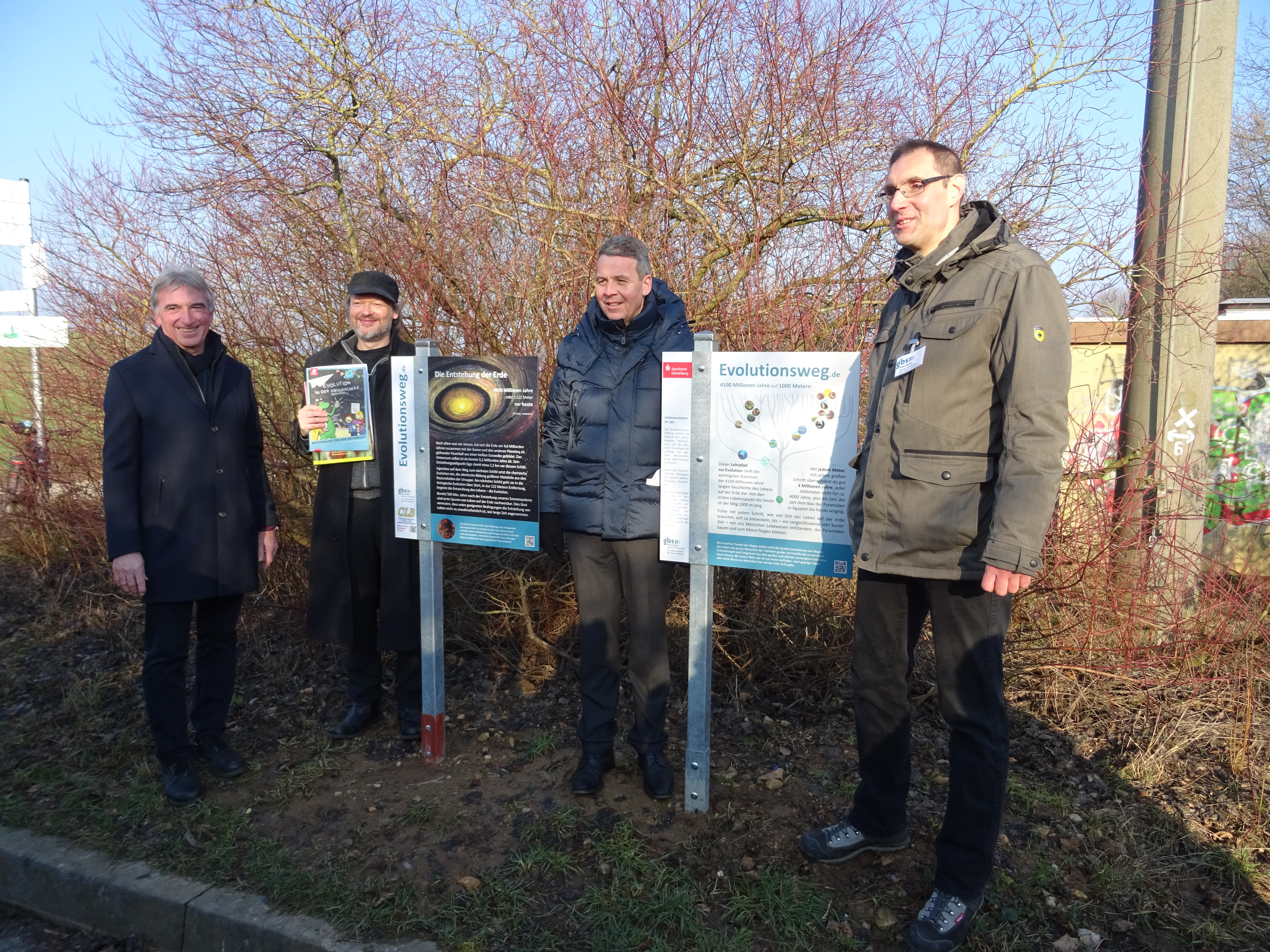
Einweihung des Evolutionswegs in Gauangelloch am 21. Januar 2019. Einführendes Schild und erste Zeit-Tafel sowie die Ehrengäste (v.l.): Karl Klein, Landtagsabgeordneter in Baden-Württemberg; Michael Schmidt-Salomon, Vorstandssprecher der Giordano-Bruno-Stiftung; Hans D. Reinwald, Oberbürgermeister der Stadt Leimen (Baden); Dirk Winkler, 1. Vorsitzender des Säkularen Humanisten – gbs Rhein-Neckar e. V.

Der – nach dem Plöner Evolutionsweg – dritte Evolutionsweg mit materiellen Markierungen in Deutschland befindet sich in Leimen, Ortsteil Gauangelloch, ca. 12 km entfernt von Heidelberg im Rhein-Neckar-Kreis. Er entstand durch die Säkularen Humanisten – gbs Rhein-Neckar e.V.in Kooperation mit der Stadt Leimen und wurde am 21. Januar 2019 eröffnet. Der Weg verfügt über 20 Tafeln auf zementierten Befestigungen und ist ca. 1,1 km lang; die räumlichen Positionen der Schilder sind dabei proportional zu den darauf dargestellten Zeiten. Die benötigte Zeit für die Abwanderung des Weges und die Vermittlung der Tafel-Inhalte beträgt circa 90 bis 120 Minuten.

### In Kyritz
Lage: Evolutionsweg in Kyritz
Ein weiterer Evolutionsweg, der dem in Leimen-Gauangelloch entspricht, ist am 21. März 2020 in Kyritz fertiggestellt worden und lässt sich abwandern. Eine offizielle Eröffnung wurde aufgrund der Corona-Pandemie abgesagt. Initiiert wurde dieser Evolutionsweg von dem Revierförster von Temnitz, Peter Linke. Der Weg verläuft entlang der Seestraße in Kyritz von West nach Ost; die 20 Tafeln stehen an der Seestraße direkt vor dem Märchenwald.

### In Templin
Lage: Evolutionsweg in Templin
Am 5. Juni 2020 wurde im brandenburgischen Templin ein Evolutionsweg eingeweiht. Er wurde der Stadt Templin von der dort ansässigen Kirche des Fliegenden Spaghettimonsters gespendet. Er verläuft auf rund einem km im neu gestalteten Templiner Bürgergarten.

### In Düsseldorf
Lage: Evolutionsweg in Düsseldorf
Am 11. Juni 2020 ist der Evolutionsweg in Düsseldorf eröffnet worden. Der Weg verläuft entlang der Grünewaldstraße vom Aquazoo-Löbbecke-Museum bis zur Rotterdamer Straße am Rhein. Anders als die Wege in Leimen-Gauangelloch und Kyritz ist er nur 460 m lang; die 20 Tafeln sind allerdings ebenfalls in proportional zur Verlaufszeit der Evolution gewählten Abständen aufgestellt. Der Weg entstand auf Initiative der Dokumentarfilmerin und Malerin Ricarda Hinz in Kooperation des Düsseldorfer Aufklärungsdiensts – die Regionalgruppe der Giordano-Bruno-Stiftung – und des Aquazoo-Löbbecke-Museums.

### In Braunschweig
Lage: Evolutionsweg in Braunschweig
Am 3. Juni 2021 wurde in Braunschweig ein Evolutionsweg eröffnet. Träger des Evolutionswegs zwischen den Ortsteilen Geitelde und Broitzem ist der 1908 gegründete Heimatverein Braunschweigischer Landesverein. Die Einrichtung des Lehrpfades wurde von der Stadt Braunschweig, der Bingo-Umweltstiftung Niedersachsen und den beiden Stadtbezirksräten Broitzem und Geitelde-Timmerlah-Stiddien gefördert.

### In Ottersheim
Lage: Evolutionsweg in Ottersheim
Ein weiterer Evolutionsweg wurde am 28. August 2021 in der 360 Einwohner-Gemeinde Ottersheim im Donnersbergkreis in Rheinland-Pfalz eröffnet. Ottersheim gehört der Verbandsgemeinde Göllheim an. Der Lehrpfad ist insgesamt 1100 Meter lang und beginnt an der Brücke über den Ammelbach.

### In Schulzendorf
Lage: Evolutionsweg in Schulzendorf
Am 7. Oktober 2022 wurde mit Spenden der Kirche des Fliegenden Spaghettimonsters Deutschland e.V., dem persönlichen Engagement der Ortsgruppe der SPD und der Arbeitskraft der Mitarbeiter des Bauhofes ein Evolutionsweg in Schulzendorf (Brandenburg) der Gemeinde übergeben. Der Weg beginnt am Ende der Karl-Marx-Straße und verläuft Richtung Gutshaus.

### In Köln
Lage: Evolutionsweg in Köln
Im Mai 2023 wurde ein 460 m langer Evolutionsweg an der Kölner Uniwiese eröffnet.

### Nicht umgesetzter Weg in Hellenhahn-Schellenberg
Ein 2019 vorgeschlagener Evolutionsweg in Hellenhahn-Schellenberg wurde nach einem Bürgerentscheid 2020 nicht umgesetzt.

## In Österreich
Die Interessensgemeinschaft für naturwissenschaftliche Bildung in Österreich plante 2021 einen Evolutionsweg in Voitsberg zu errichten.
Auf Initiative des Humanistischen Verbandes Österreich ist die Eröffnung eines Evolutionsweges in Gablitz für September 2024 geplant.

## In der Schweiz

### In Zeiningen
Lage: Evolutionspfad in Zeiningen
Im Jurapark Aargau in der Schweiz ist ein Evolutionspfad der in einer 4,5 km langen Kurzroute (ab Entstehung des Sonnensystems) oder Langroute (ab dem Urknall) begangen werden kann.

## In den Vereinigten Staaten von Amerika
In Delaware im Bundesstaat Ohio gibt es einen 1500 Fuß (457 Meter) langen Evolutionsweg. Er befindet sich auf dem Gelände des Museums Metamorphosis, dem Delaware Museum für Naturgeschichte. Der Weg repräsentiert 4,6 Milliarden Jahre der Evolution auf der Erde.